# Marko Medo

Wappen von Marko Medo

Marko Medo (* 10. März 1972 in Strupnić, SR Bosnien-Herzegowina, Jugoslawien) ist ein kroatischer römisch-katholischer Geistlicher und Bischof von Gospić-Senj.

## Leben
Marko Medo besuchte die Grundschule in Strupnić und nach dem Eintritt in das Kleine Seminar der Regulierten Franziskaner-Terziaren ab 1987 das Erzbischöfliche Klassische Gymnasium in Zagreb. 1991 trat er der Ordensgemeinschaft der Regulierten Franziskaner-Terziaren bei und absolvierte das Noviziat in Zadar. Von 1992 bis 1997 studierte er Philosophie und Katholische Theologie an der theologischen Fakultät der Universität Zagreb. Am 27. Juni 1998 empfing er in der Kathedrale von Zagreb durch den Erzbischof von Zagreb, Josip Kardinal Bozanić, das Sakrament der Priesterweihe.
Nach der Priesterweihe war Medo zunächst als Pfarrvikar in Belišće und in Kloštar Podravski tätig, bevor er 2002 Ausbilder am ordenseigenen Priesterseminar und Verantwortlicher für die Berufungspastoral sowie Sekretär der kroatischen Ordensprovinz der Regulierten Franziskaner-Terziaren und Mitglied des Provinzialrats mit Sitz in Zagreb wurde. Daneben erwarb er 2007 am Istituto Pastorale Redemptor Hominis der Päpstlichen Lateranuniversität in Rom ein Lizenziat im Fach Pastoraltheologie. Von 2011 bis 2018 wirkte Medo als Militärkaplan beim Verteidigungsministerium der Republik Kroatien. In dieser Funktion war er 2013 als Militärgeistlicher für das kroatische Militärkontingent im Rahmen der ISAF-Mission in Afghanistan tätig. Von 2014 bis 2015 war er zusätzlich Pfarrer der Pfarrei Sl. Alojzije Stepinac und Guardian des Christ-König-Klosters in Ogulin. Am 2. November 2015 verließ Medo die Regulierten Franziskaner-Terziaren und wurde in den Klerus des Kroatischen Militärordinariats inkardiniert. Neben seiner Tätigkeit als Militärgeistlicher war er von 2016 bis 2018 Bischofsvikar für die Pastoral. Ab dem 27. März 2018 fungierte Medo als Generalvikar des Kroatischen Militärordinariats. Von 2021 bis 2023 war er zudem Militärkaplan an der Kroatischen Militärakademie in Zagreb. Darüber hinaus gehörte er in der Kroatischen Bischofskonferenz dem Rat für die Familienpastoral an.
Am 7. Oktober 2024 ernannte ihn Papst Franziskus zum Bischof von Gospić-Senj. Der Militärbischof von Kroatien, Jure Bogdan, spendete ihm am 14. Dezember desselben Jahres in der Kathedrale Mariä Verkündigung in Gospić die Bischofsweihe; Mitkonsekratoren waren der Erzbischof von Zagreb, Dražen Kutleša, und der Erzbischof von Rijeka, Mate Uzinić.